# Witjas (Schiff, 1886)
Die Witjas (russisch Витязь; englische Transkription Vityaz) war eine Korvette der Kaiserlich Russischen Marine und das Typschiff der Witjas-Klasse. Das Schiff unternahm eine dreijährige Weltreise und strandete im Frühjahr 1893.

## Geschichte
Das Schiff wurde am 16. August 1883 auf der Admiralitätswerft in Sankt Petersburg auf Kiel gelegt. Nach 14-monatiger Bauzeit lief die Korvette am 23. Oktober 1884 vom Stapel. Das mit einem Stahlrumpf und einem leichten Panzerdeck über den Kessel- und Maschinenräumen war der erste russische Geschützte Kreuzer. Die Witjas wurde am 16. Juli 1886 unter dem Kommando von Kapitän Stepan Makarow in Dienst gestellt.
Im August 1886 verlief das Schiff Kronstadt zu einer Weltumfahrung. Auf der gesamten Reise wurden umfangreiche ozeanographische Untersuchungen, z. B. zur Temperatur und Dichte des Meerwassers sowie zur Beschaffenheit des Meeresbodens, durchgeführt. In der Biskaya geriet die Korvette in einen schweren Sturm, überquerte dann den Atlantik und lief Rio de Janeiro an. Zum Jahreswechsel 1886/1887 befand sich die Witjas in der Magellanstraße und überquerte anschließend den Pazifik. Anfang April 1887 erreichte das Schiff Wladiwostok. Von dort aus lief es für hydrologische Untersuchungen in Nordpazifik weiter. Die Witjas hielt sich bis Ende 1888 in Ostasien auf und trat im Dezember 1888 die Heimreise an. Dabei folgte das Schiff zwischen Saigon und Singapur der von Otto von Kotzebue auf seiner dritten Weltreise gewählten Route. Im Bab el-Mandeb ließ Makarow die Strömung zwischen Rotem und Arabischem Meer untersuchen. Nach 993 Tagen lief die Witjas am 1. Juni 1889 wieder in Kronstadt ein. Auf ihrer Fahrt hatte die Korvette 59.269 sm zurückgelegt, rund die Hälfte davon allein unter Segeln. Insgesamt wurden 254 Tiefsee- und 493 sonstige Messungen vorgenommen. Für ihre Verdienste in der Meeresforschung wurde die Witjas in die „Ehrentafel für historische Schiffe“ am Ozeanographischen Museum in Monaco aufgenommen.
1891 verließ die Witjas die Ostsee wieder in Richtung Ostasien. Sie gehörte fortan dem Pazifikgeschwader an, führte aber auch weiterhin wissenschaftliche Messungen durch. 1892 wurde das Schiff zum Kreuzer umklassifiziert.
Am 28. April 1893 lief die Witjas auf Position 39° 17′ N, 127° 34′ O östlich von Wŏnsan auf einen Felsen auf. Unternommene Abbergeversuche blieben erfolglos. Da das Schiff zudem schwer beschädigt war, wurde es vor Ort teilweise abgebrochen.